# 1537년

## 연호
- 명(明) 가정(嘉靖) 16년
- 일본(日本) 덴분(天文) 6년
- 후 레 왕조(後黎朝) 응우옌호아(元和) 5년
- 막 왕조(莫朝) 다이찐(大正) 8년

## 기년
- 류큐(琉球) 쇼세이왕(尚清王) 11년
- 명(明) 세종 가정제(世宗 嘉靖帝) 16년
- 조선(朝鮮) 중종(中宗) 32년
- 후 레 왕조(後黎朝) 장종(莊宗) 5년
- 막 왕조(莫朝) 태종(太宗) 8년

## 사건
- 8월 15일 - 파라과이의 아순시온이 세워지다.

## 탄생
- 1월 7일 - 조선의 문신, 성리학자 이이(李珥). (~1584년)
- 1월 27일 - 조선의 문신, 정치인, 학자, 작가 정철(鄭澈). (~1594년)
- 3월 4일 - 명나라의 제12대 황제 융경제. (~1572년)
- 10월 12일 - 튜더가의 잉글랜드 국왕 에드워드 6세. (~1553년)
- 12월 28일 - 조선의 군인, 정치인 권율. (~1599년)

### 미상
- 영국의 국왕 제인 그레이. (~1554년)

## 사망
- 5월 16일 - 조선 연산군의 왕비 폐비 신씨. (1476년~)
- 10월 24일 - 헨리 8세의 세 번째 부인 제인 시모어. (1508년~)